# Santuario de fauna y flora El Corchal "El Mono Hernández"
El Santuario de Fauna y Flora El Corchal "El Mono Hernández" se encuentra ubicado en la región Caribe en Colombia. Su superficie hace parte de los municipios de San Onofre (Sucre) y Arjona (Bolívar), sobre la planicie aluvial del Canal del Dique.
El santuario posee gran importancia a nivel biológico, ya que en su interior se protegen cerca de 1961 hectáreas de bosques de manglar ubicados al oeste y al norte del mismo, poblando la línea costera y las zonas aledañas a los márgenes de los caños y las ciénagas. Estos manglares están dominados por las cinco especies de mangle registradas en el Caribe de Colombia, y son importantes a nivel económico para los habitantes asentados en el área de influencia, ya que la función ambiental de este tipo de ecosistema es contribuir con la producción de recursos pesqueros e hidrobiológicos para la región.
Igualmente, el área conserva en buen estado las únicas muestras representativas de rodales puros de bosques pantanosos de corcho en el Caribe colombiano, dominados por la especie Pterocarpus officinalis y que sumados poseen una extensión aproximada de 401 hectáreas ubicados en la parte central sur, en inmediaciones de los caños Portobelo, Rico y Correa.